# Українська окупація Курської області

Карта бойових дій. Території під контролем:
Росії
України

Українська окупація Курської області в ході вторгнення Росії в Україну розпочалася 6 серпня 2024 . До 15 серпня 2024 року Україна захопила близько 1000 км², що більше, ніж захоплена Росією територія України протягом 2023 року. За словами головнокомандувача Збройних сил України Олександра Сирського, під контроль Києва перейшло 82 населені пункти, включаючи місто Суджу .
З початку російсько-української війни Росія окупувала кілька регіонів України. Після відступу російських військ із північного сходу України до міжнародно-визнаного кордону проукраїнські формування лише іноді перетинали його. Таким чином українські війська вперше розгорнули масштабні бойові дії на території Росії. Україна заявила, що не зацікавлена в анексії російської території.

## Історія
Курська область має спільний кордон із Сумською областю України, Курськ розташований за 130 кілометрів від українського обласного центру Суми. 6 серпня 2024 року під час вторгнення Росії в Україну збройні сили України перейшли російсько-український кордон та розпочали бойові дії в Курській області. У ході операції ЗСУ окупували кілька десятків населених пунктів, включаючи місто Суджу, і до середини серпня встановили контроль над ділянкою Курської області площею близько 1000 км. 14 серпня 2024 року радник глави офісу президента України Михайло Подоляк позначив цілі операції:
- Відсунути російські ракетні системи та артилерію від території України, щоб убезпечити мирних жителів у прикордонних районах[7].
- Порушити логістичні маршрути, якими російська сторона підвозить резерви по лінії фронту, зруйнувати інфраструктуру для підготовки військових.
- Продемонструвати неспроможність російського військового та цивільного керівництва, відсутність контролю над ситуацією та параліч прийняття рішень.
- Перенести війну на територію Росії, щоб спровокувати суспільну дискусію та невдоволення, зруйнувати ілюзію, що війна не впливає на життя російських обивателів.

## Окупаційна адміністрація
14 серпня 2024 року, після наради, присвяченої ситуації в Курській області, президент України Володимир Зеленський заявив про можливість створення українських військових комендатур на територіях Росії, які перебувають під контролем українських сил. 15 серпня 2024 року головнокомандувач ЗСУ Олександр Сирський оголосив про створення військової комендатури в окупованих районах Курської області. Главою комендатури був призначений Едуард Москальов.
Згідно з репортажами іноземних журналістів, невдовзі після переходу території під контроль України з адміністративних будівель було знято російські прапори, проте замість них не з'явилися українські. Решта місцевих жителів у розмовах з американською пресою відзначали хороше ставлення до них з боку українських військових і що вони не знають жодного вбитого жителя, також вони підтверджували факти роздачі українською стороною їжі та води.